# Vatikánská muzea
Vatikánská muzea (italsky: Musei Vaticani) ve Vatikáně jsou jedním z největších komplexů uměleckých sbírek na světě. Vystavuje sbírky starožitností a uměleckých děl od starověku po současnost. Ve sbírkách má asi 70 tisíc objektů, z nichž je asi 20 tisíc vystaveno. Se 6 miliony návštěvníků v roce 2013 je to šesté nejnavštěvovanější muzeum na světě. Celý komplex je postaven na rozloze 55 000 m2 v 54 více méně samostatných expozicích či galeriích a kaplích stavěných od 13. století v blízkosti baziliky sv. Petra. Z přibližně 70 000 sbírkových předmětů je jich v muzeích vystaveno přibližně 20 000. Ředitelkou muzea je od roku 2017 Polka Barbara Jatta, první žena ve vysoké vatikánské funkci. V celém areálu je 20 nádvoří a asi 300 velkých a menších schodišť. Základ muzea tvoří sbírka klasických děl shromažďovaných původně při Vatikánské knihovně založené papežem Sixtem IV. roce 1475. V roce 1503 pak díla ze sbírek vystavil papež Julius II. K dočasné stagnaci došlo v době po Tridentském koncilu (1545-1563), kdy došlo na nějakou dobu k upozadění zájmu o antiku. Obrat přišel po roce 1700. Nejprve se záměrem shromažďovat a studovat antické (křesťanské i jiné) nápisy. O tři desetiletí později knihovna získala větší množství starých rukopisů a asi 200 antických váz. Následující tři století byla dobou velkorysého a postupně už systematického budování sbírek. Prvním oficiálním muzeem ve Vatikánu se stalo roku 1756 Křesťanské muzeum (Museo Cristiano) založené papežem Benediktem XIV. Další muzea a expozice pak vznikly v průběhu 19. a 20. století. Veřejnosti je dnes přístupno 47 000 m2 expozic na trasách o délce 7 km.
Součástí komplexu jsou i Raffaelovy Stanze (síně) a světoznámá Sixtinská kaple, kterou prohlídka obvykle končí.

## Muzea

### Raffaelovy síně
Komplex čtyř síní zrekonstruovaných papežem Juliem II. v roce 1508. Julius II. se rozhodl pro vytvoření nové papežské ložnice, protože se chtěl vymanit ze stylu preferovaného jeho předchůdcem Alexandrem VI. Borgiou. Fresky nejprve začali tvořit Bramantino, Bazzi, Perugino a další významní umělci své doby. V pokročilém stádiu rekonstrukcí povolal papež dosud neznámého umělce Raffaela Santiho z Urbina. Ten většinu fresek odstranil a nahradil je novými, vlastními malbami. Ty po jeho smrti v roce 1520 dokončili jeho žáci.
- Síň požáru – Výjevy ze života Lva III., oslavující současného papeže Lva X. Fresky na klenbě vytvořil Perugino.
- Síň segnatury – (dřívější knihovna a studovna Julia II.) Vymalována originály od Raffaela Santiho.
- Heliodorova síň – dostala pojmenování podle fresky Vyhnání Heliodora z chrámu, která ilustruje starozákonní příběh.
- Konstantinova síň – Tuto síň již dokončili Raffaelovi žáci. Opět křesťanské výjevy.
- Raffaelovy lodžie jsou dílem Raffaelových žáků, fresky s použitím štukatury. Zobrazené scény znázorňují biblické výjevy. Práce probíhaly v letech 1517–1519 a hlavním autorem je Giovanni da Udine.

### Kaple Mikuláše V.
Kaple se nachází ve čtvrtém poschodí nárožní věže na východním konci hradu a tvoří ji celkem malá místnost na obdélném půdorysu, sklenutá gotickou křížovou klenbou a osvětlená hrotitými okny. V letech 1447–1451 ji vyzdobil Guido di Pietro, známý jako Fra Angelico, freskami ze života sv. Vavřince a sv. Štěpána v kombinaci s postavami čtyř evangelistů a církevních otců.

### Sixtinská kaple
Jedná se o kapli Apoštolského paláce ve Vatikánu. Je známá díky své architektuře, ale hlavně díky neobyčejně bohaté vnitřní nástěnné výzdobě od největších renesančních umělců, včetně Michelangela a jeho stropu. Kaple je rovněž známá jako místo, kde se koná volba papeže, tzv. konkláve. Je zasvěcena Nanebevzetí Panny Marie.

### Pokoje Borgiů
Šest sálů, které obýval papež Alexandr VI. Borgia, bylo v letech 1492–1495 vyzdobeno pod vedením Pinturicchia nástěnnými malbami.

### Vatikánská apoštolská knihovna

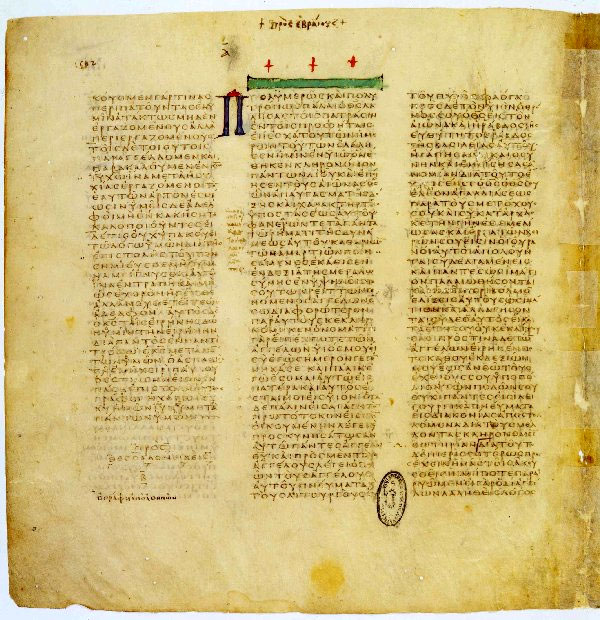
Stránka z Vatikánského kodexu, jednoho z nejlepších rukopisů řeccké Bible (pergamen, 4. stol.)

První, kdo přišel s myšlenkou samostatné knihovny, byl Mikuláš V. (1397–1455). Knihovna má více než 1 600 000 tištěných knih (starobylých i moderních), 8 300 prvotisků (z nich 65 na pergamenu) a 150 000 rukopisů a archivních dokumentů. Dále pak 300 000 mincí a medailí a asi 20 000 uměleckých předmětů. V jižní části, italsky Museo Sacro, jsou vystaveny nálezy z vykopávek v katakombách, relikviáře, řezbářské práce ze slonové kosti, skla, emailů a starých tkanin. Antické malby, scény z Odyssey a Aldobrandinská svatba (patrně kopie) jsou v Sala delle Nozze Aldobrandine. Nejcennější knihou, kterou má ve svých sbírkách, je Vatikánský kodex, jeden z nejstarších a nejlépe dochovaných rukopisů řecké bible.

### Etruské muzeum

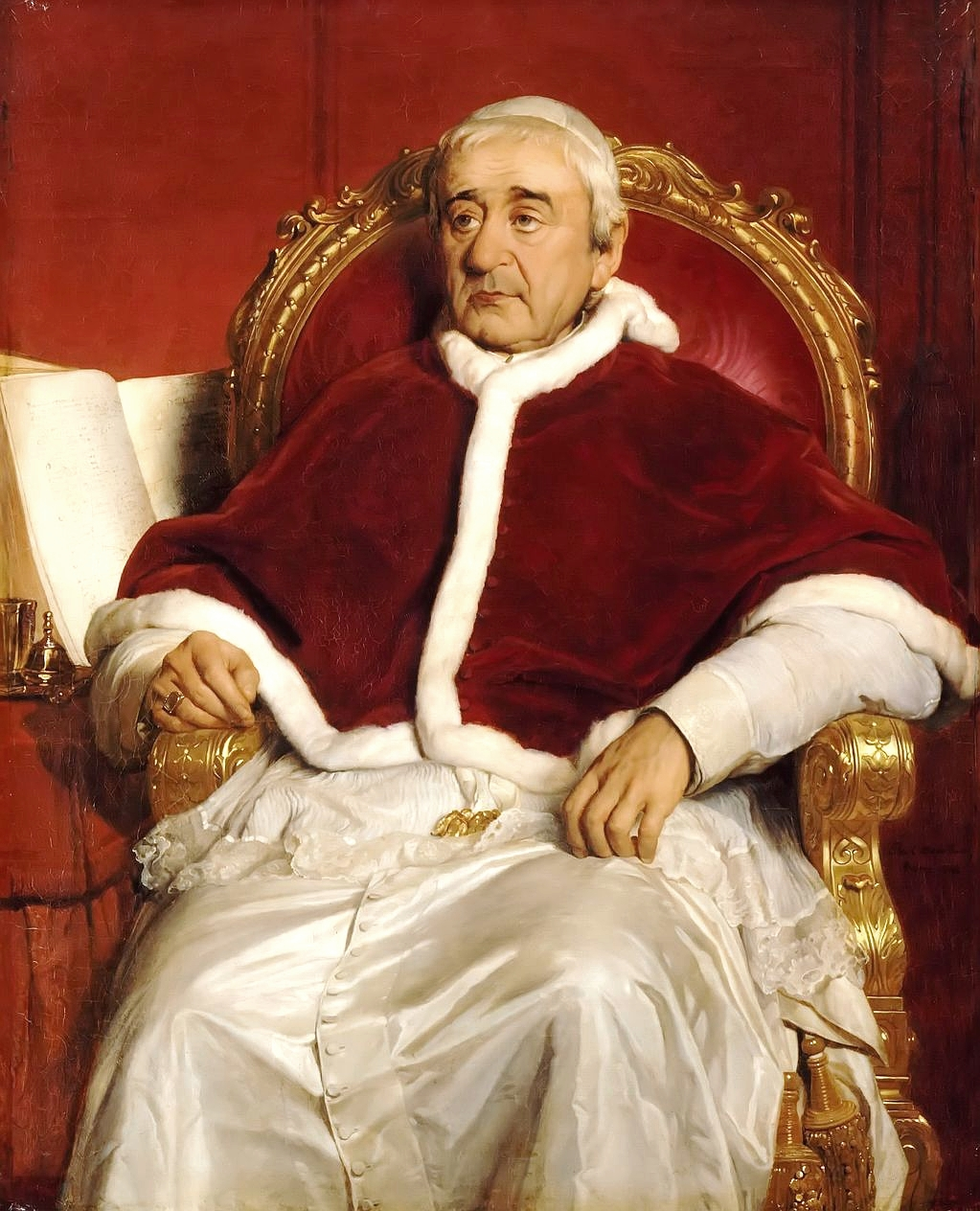
Řehoř XVI.

Nese italský název Museo Gregoriano Etrusco a založil je Řehoř XVI. roku 1836. Je umístěno v posledním patře Belvederu. Jsou zde vystaveny nálezy z jižní Etrurie jako například sarkofágy, urny, reliéfy, kamenné nápisy a sochy z Chiusi, Vulci, Cerveteri, Orte, Palestriny a dalších nalezišť, mezi nimi dvojjazyčná náhrobní deska a bronzová socha Marta z Todi - bronzová socha mladého bojovníka nalezená v roce 1835. Dále originály řeckých děl (hlava bohyně Athény, fragmenty výzdoby athénského Parthenónu), sbírka asyrských reliéfů a etruské a řecké vázové keramiky. V dalším sále je antický triumfální vůz (biga), který kdysi sloužil jako papežský trůn v kostele sv. Marka.

### Egyptské muzeum

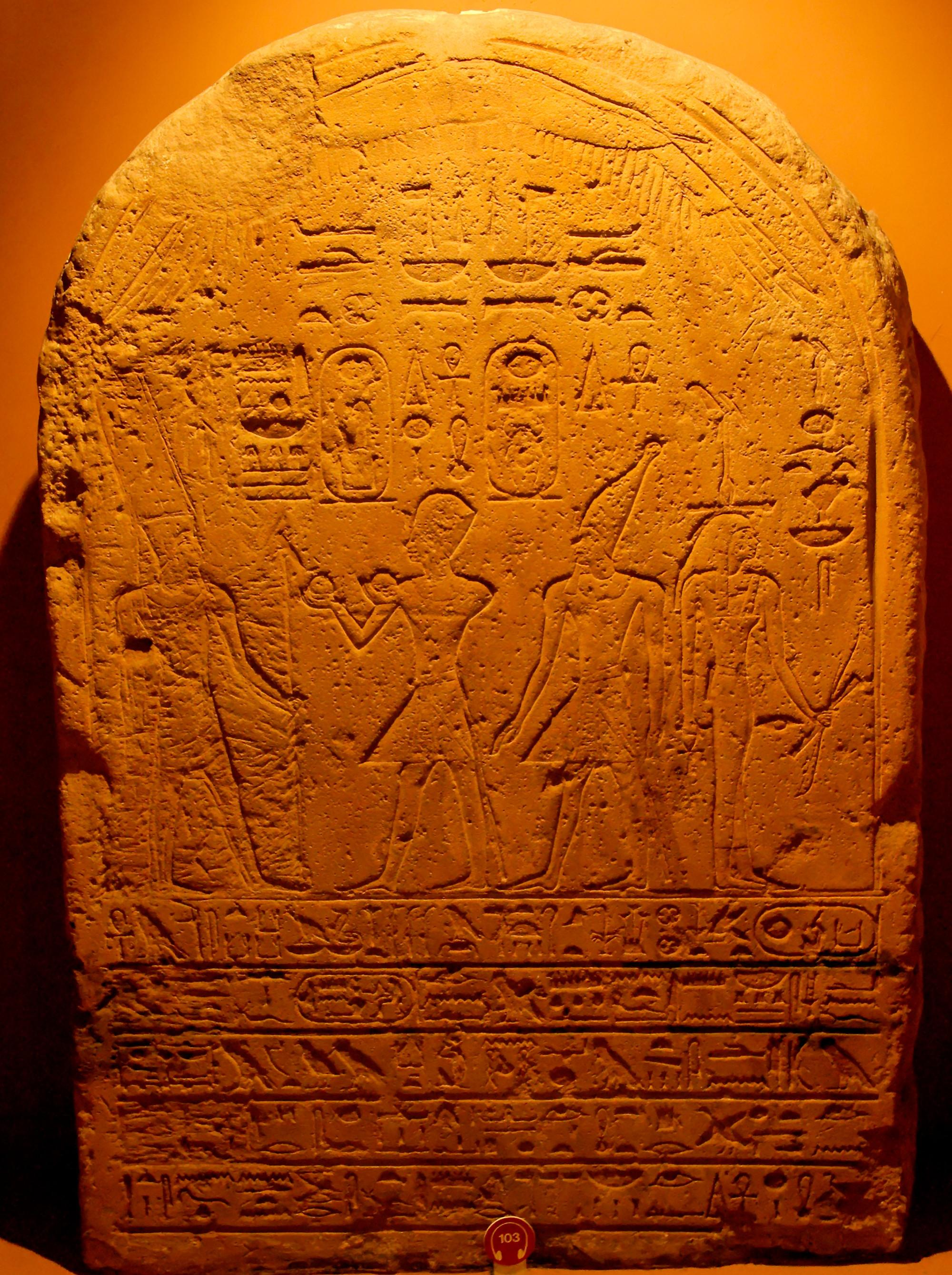
Dvojitá stéla Hatšepsut a Thumotse III. v Egyptském muzeu

Založeno Řehořem XVI. roku 1839, italsky se nazývá Museo Egizio. V deseti sálech v severním průčelním křídle Cortile della Pigna jsou vystaveny egyptské skulptury, mumie a papyry. Povětšinou se jedná o kořist ze starověkých výprav římských vojsk do Egypta, která sem byla později převezena a uložena. Také jsou zde uloženy sarkofágy z třetího a druhého tisíciletí př. n. l. Ve třetí místnosti se nacházejí sochy z černého čediče, které zdobily vilu císaře Hadriána (117–138) a imitují egyptský styl.

### Světské muzeum (Kliment XIII.)
Italsky Museo Profano. Bylo založeno Klimentem XIII. roku 1767 při stávající knihovně a svým názvem se mělo jasně odlišovat od Křesťanského muzea. Prezentuje sbírky antického umění.

### Světské muzeum Řehoře XVI.

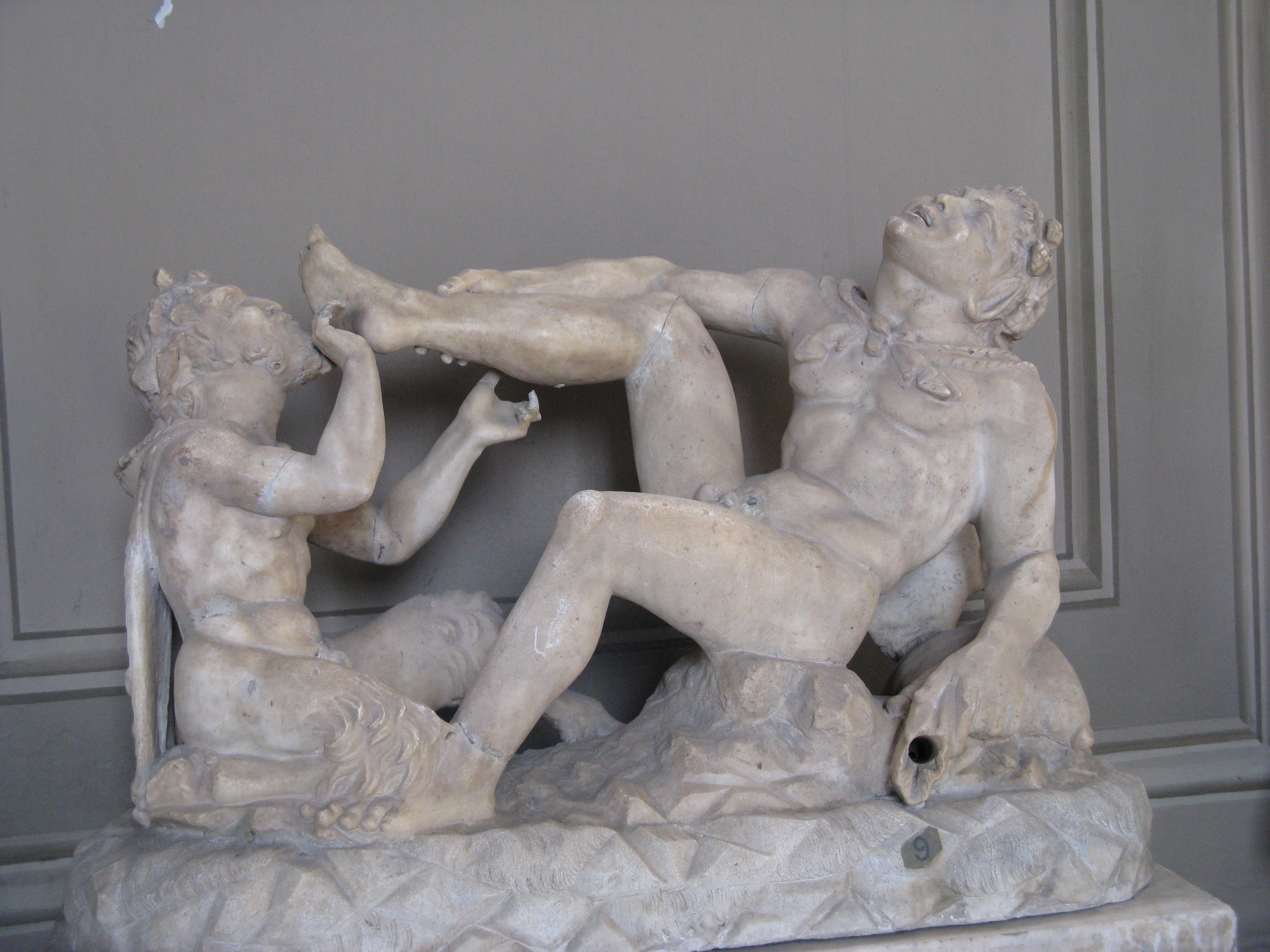
Odpočívající satyr

Italsky Museo Profano. Bylo založeno Řehořem XVI. roku 1844. Stálá expozice sestává z ukázek řeckého a římského sochařství, mj. Athéna a Marsyás (kopie Myrónova originálu), sochařské portréty, rekonstrukce mozaiky z Aventinu, Odpočívající satyr (římská kopie Praxitelova originálu), rekonstrukce kruhové hrobky z Vicovaro, sedící Claudius, kolosální hlava císaře Augusta, sarkofágy, mithraistické sousoší aj.

### Křesťanské muzeum Pia IX.

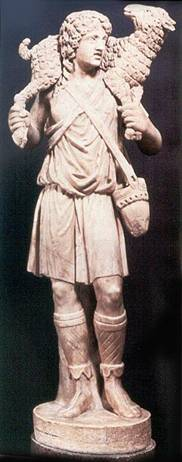
Dobrý pastýř (3. stol.)

Latinsky nazývané Museo Cristiano vzniklo na popud papeže Benedikta XIV. v roce 1756 a to povýšením stávajících sbírek při Vatikánské knihovně. Vystavuje raně křesťanské sarkofágy, starověké římské sochy (Dobrý pastýř) a nápisy.
Muzeum je rozděleno na dvě části:
- 1. část – zahrnuje architektonické památky, sochy a mozaiky
- 2. část – sbírka materiálů epigrafických (nápisů), rozdělených podle věku a názvu. Vzhledem k odborné povaze sbírky je tato sekce otevřena pouze pro učence na požádání.

### Misionářské etnologické muzeum
Bylo založeno Piem XI. roku 1926. Původně sídlilo v Lateránském paláci, odkud se na počátku 80. let 20. století přestěhovalo na příkaz papeže Pavla VI. do Vatikánu. Jádro sbírky obsahovalo 40 000 děl, v současnosti je to už 100 000 děl.
Muzeum vystavuje exponáty ilustrující misijní činnost katolické církve v Číně, Japonsku, Koreji, Tibetu, Mongolsku, Indočíně, Indii, Tichomoří, Austrálii, Africe, Americe a na Blízkém Východě.
Sbírka se skládá ze dvou částí.
- 1. část – přístupná veřejnosti, věnuje se Asii, Oceánii, Africe a Americe
- 2. část – tato část je veřejnosti nepřístupná

### Muzeum moderního náboženského umění
Založeno roku 1973 Pavlem VI. Původně zde byl papežský byt Alexandra VI. (1431–1503), po jeho smrti nebyl využíván. V současnosti se zde vystavují díla moderního umění s náboženskou tematikou (mj. Goya, Rodin, Matisse, Gauguin, Chagall, Zadkine, Kokoschka, Picasso, Siqueiros, Salvador Dali). Sbírka obsahuje kolem osmi set děl z oblasti malířství, sochařství a grafiky. Sbírka vzniká z darů současných italských i zahraničních umělců.

### Muzeum Pia IV. a Klimenta XXIII.
Nese italský název Museo Pio-Clementino. Postaveno v klasicistním slohu s širokou klenutou střechou se střešními okny. Barevné schéma je modro-šedé až bílé s polychromovanou mramorovou podlahou. Ve stěnách jsou výklenky, ve kterých stojí mramorové sochy. Mezi výklenky jsou na podstavcích vystaveny portrétní plastiky.
Mezi významnější exponáty patří sarkofágy sv. Heleny a Konstancie (matky a dcery císaře Konstantina I. Velikého), busta Dia z Otricoli, Belvedérský Apollo, kopie Lysippova Apoxyomena (atlet stírající si pot), kopie Praxitelovy Venuše Knidské, sousoší Láokoóna a jeho synů, Raněná Amazonka, Apollón zabíjející ještěrku.

## Další výstavní síně

### Galerie tapisérií
Italsky Galleria degli Arazzi, zakladatelem je papež Lev X. (1475–1521). Jsou zde vystaveny tapisérie tzv. "nové školy" utkané v bruselské dílně Pietera van Aelsta podle návrhů Raffaelových žáků, dále tapisérie lombardské a římské. Poprvé byly tyto tapiserie vystaveny v roce 1531 v Sixtinské kapli, ale v roce 1838 byly přemístěny. Zajímavostí je, že za gobelíny vydal papežský stolec 16 000 dukátu za jeden kus, což je v přepočtu asi 300 euro.

### Galerie map
Čtyřicet fresek z 16. století podle mnicha a kosmografa Ignazia Danta. Mapy zobrazují Itálii rozdělenou Apeninami na dvě části. Práce trvaly tři roky a chodba, jejíž stěny mapy pokrývají, je dlouhá 120 metrů.

### Galerie svícnů
Galleria degli Candelabri byla postavena v roce 1761, stropní malby pocházejí z období 1883–1887. Jsou zde vystaveny římské kopie řeckých originálů z helenistického období, např. Ganymédes a orel, Artemis.

### Galerie a kaple sv. Pia V.
Zdobená výstavní síň, z původní výzdoby kaple od Vasariho a Zuccariho se zachovala jen klenbová freska s pádem Lucifera a vzpourou andělů, ostatní fresky pocházejí z 19. století.

### Historické muzeum
Bylo založeno roku 1973 papežem Pavlem VI. Je zaměřené na předměty spojené s běžným životem papežského dvora, i s různými ceremoniemi. Vystaveny jsou zde např. uniformy a výzbroj již zaniklých ozbrojených složek. Z původního umístění v dlouhé galerii v suterénu Čtvercové zahrady (Giardino Quadrato) bylo v roce 1978 přestěhováno do Lateránského paláce, s výjimkou oddělení kočárů, které zůstalo na místě a tvoří dnešní Pavilon kočárů (Padiglione delle Carrozze).

### Filatelistické a numismatické muzeum (Museo Filatelico e Numismatico)
Bylo založeno v roce 2007. Filatelistická sekce představuje známkovou tvorbu Vatikánu od roku 1929, kdy byl jako stát právně ustaven v dnešní moderní podobě, až do současnosti, ale zahrnuje i poštovní známky z dob Papežského státu, který Vatikánu předcházel.

### Muzeum kočárů
Kolekce vozů používaných papeži a kardinály. Je umístěné v Pavilon kočárů (Padiglione delle Carrozze) v dlouhé galerii v suterénu Čtvercové zahrady (Giardino Quadrato). Jde o část Historického muzea.

### Muzeum Chiaramonti
Založeno Piem VII. a postaveno roku 1807. Celé muzeum je asi 100 metrů dlouhá chodba s římskými kopiemi řeckých soch, vlysů a reliéfů převzatých ze sarkofágů.

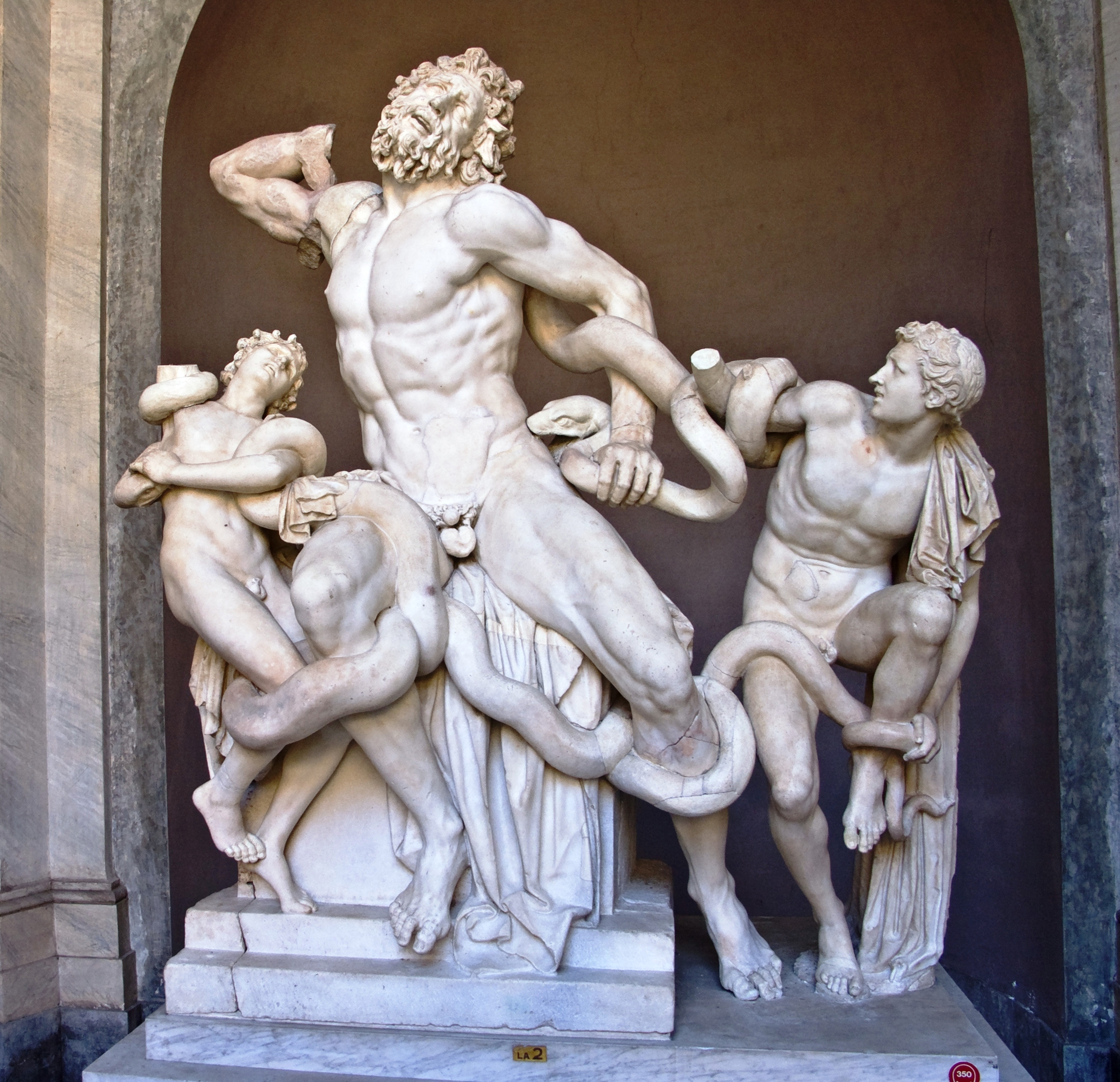
Láokoón a jeho synové v Muzeu Pia IV. a Klementa XIV.
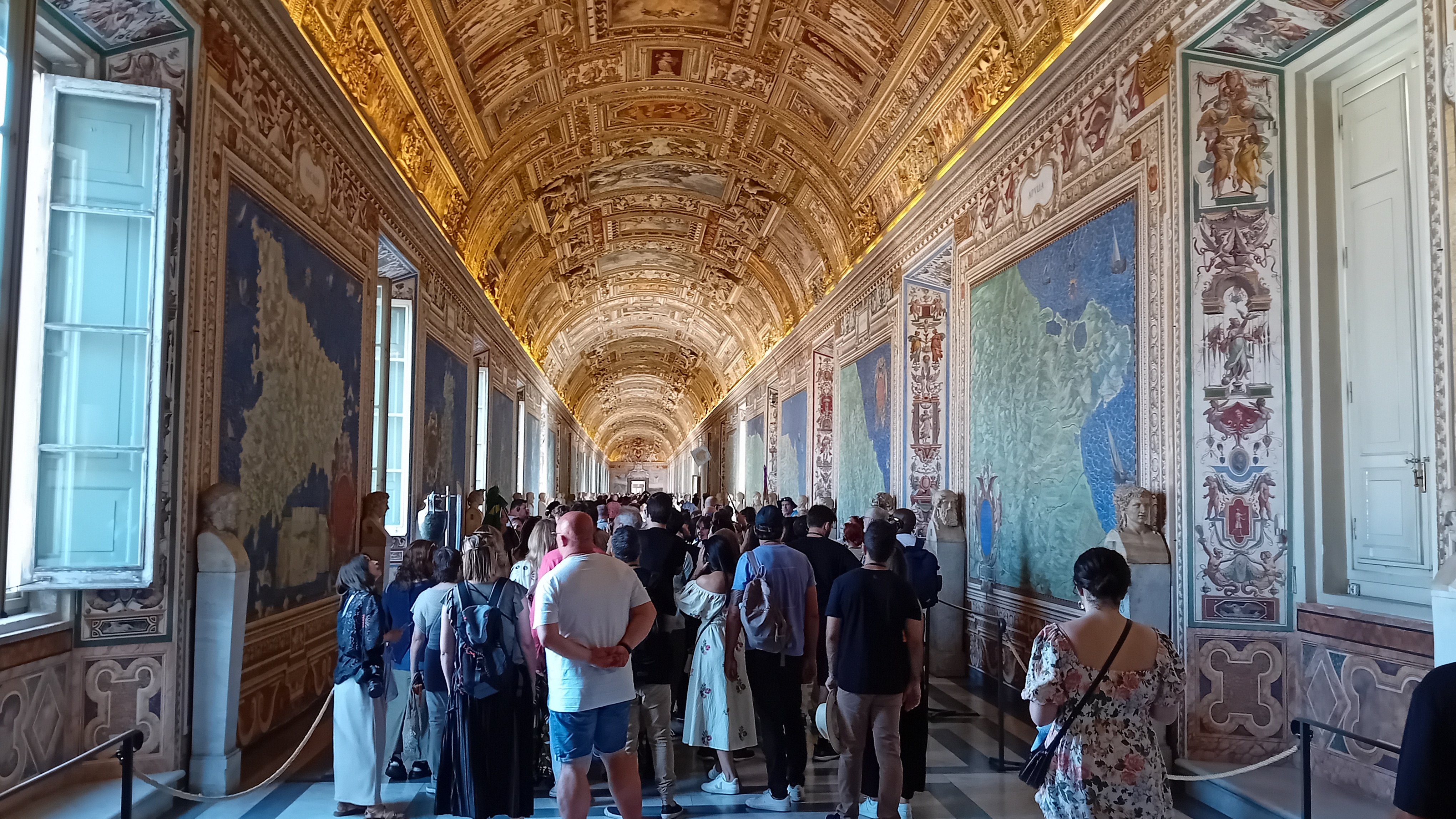
Strop galerie Map
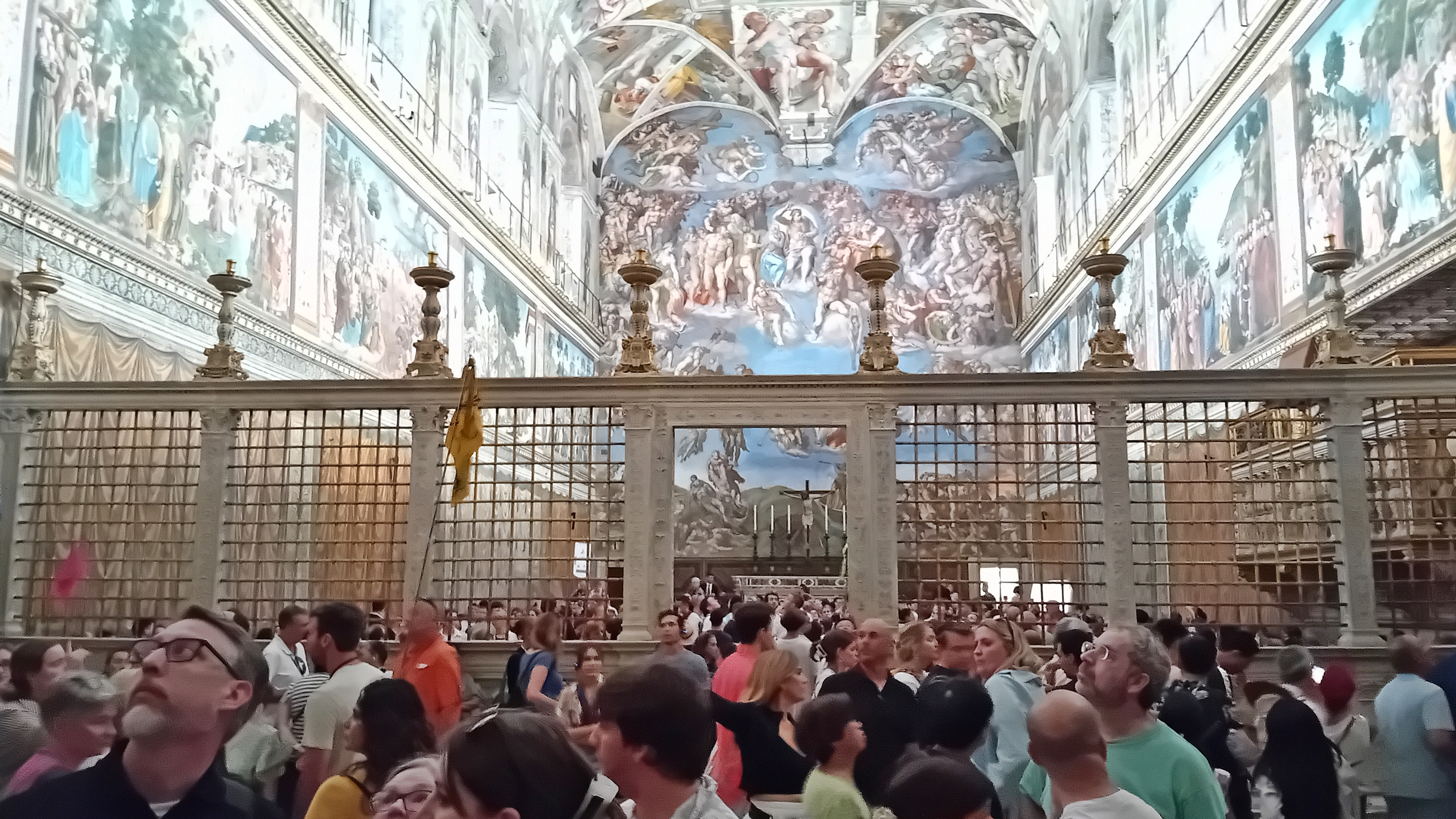
Sixtinská kaple
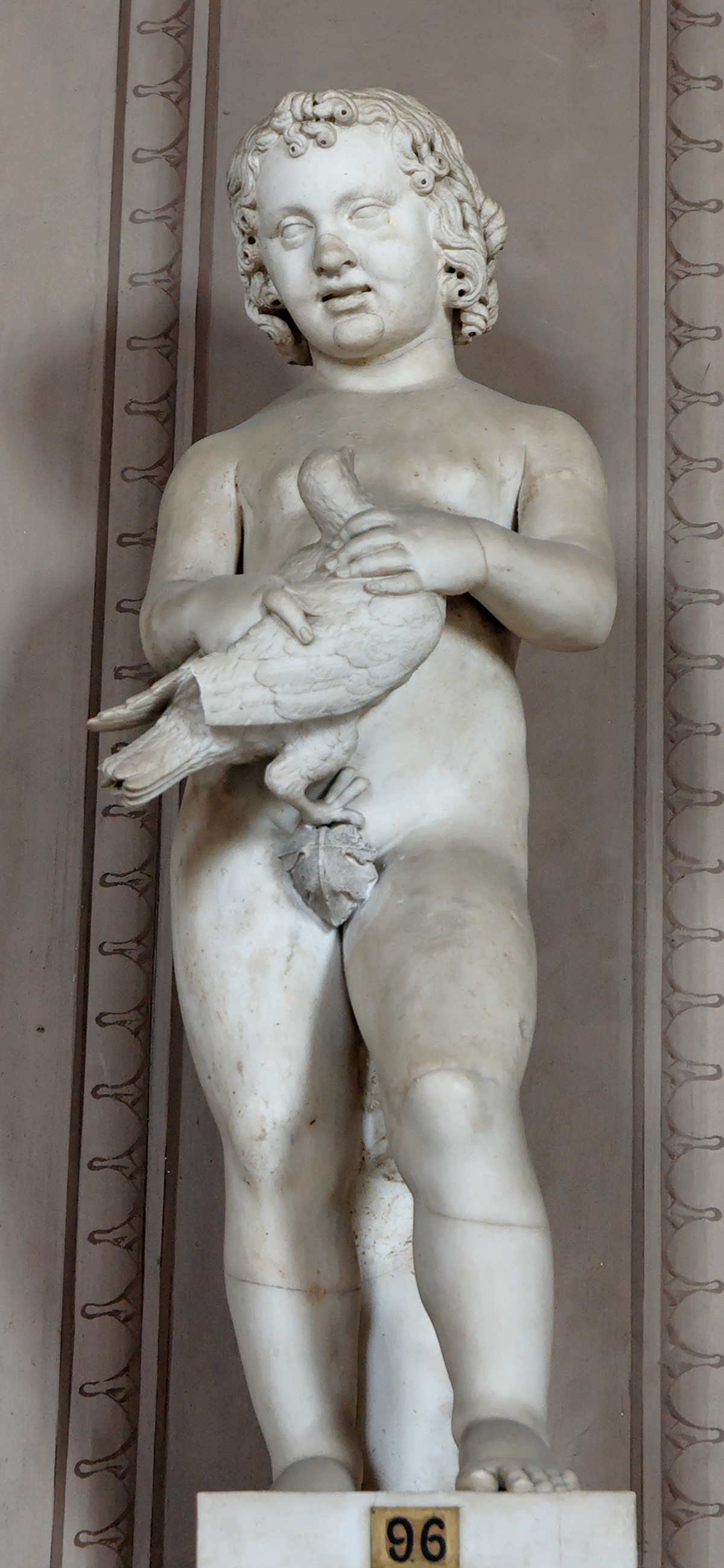
socha Chlapec s holubem v galerii Svícnů
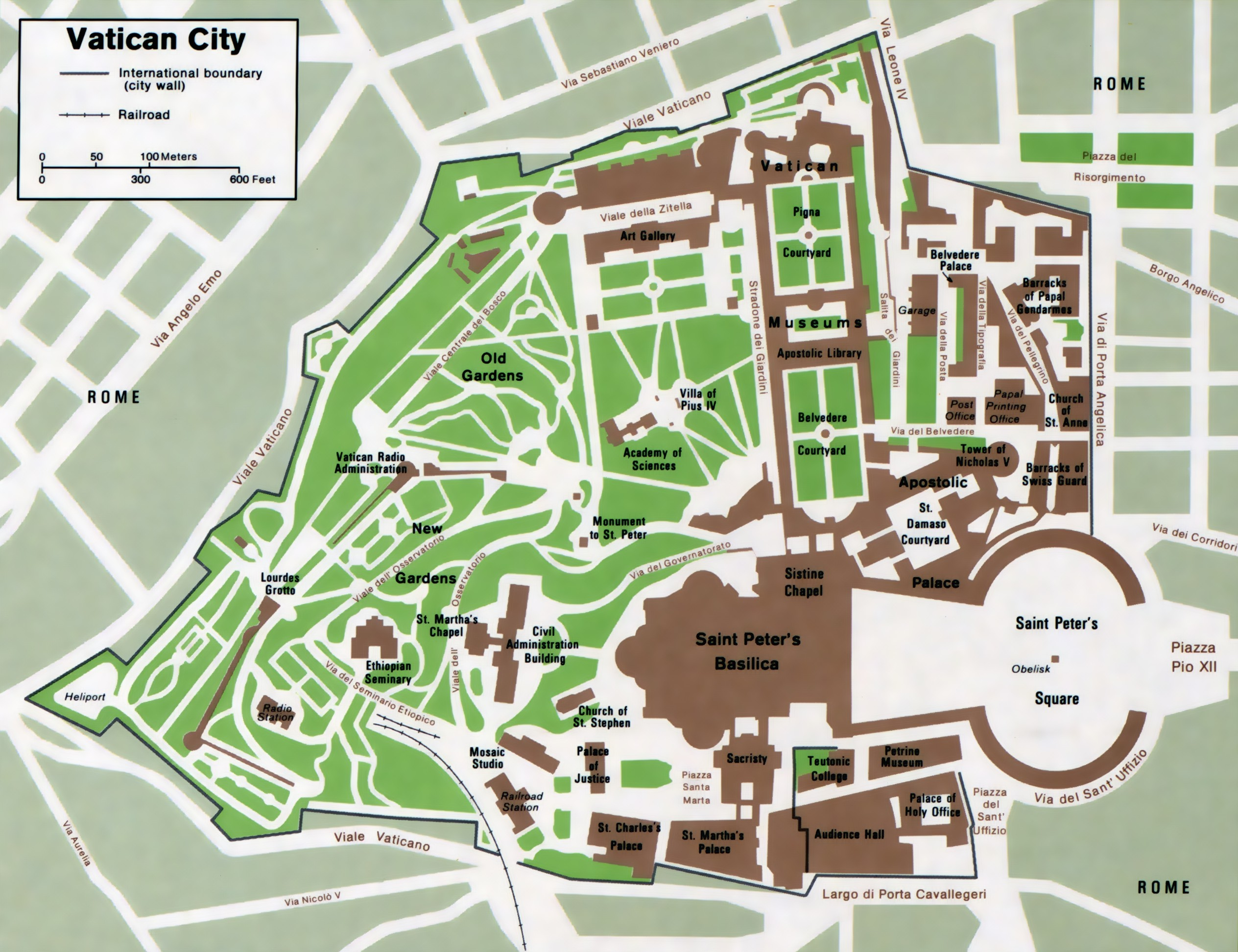
Poloha Vatikánských muzeí

### Nové křídlo
Italsky Braccio Nuovo založil také Pius VII., otevřeno bylo v roce 1822. Architektem stavby se stal Roman Raffaele Stern, který však zemřel před dostavbou. Dohlížení na stavbu se po jeho smrti ujal Pasquale Belli. Jedná se o velký, 70 metrů dlouhý sál, kde je vystaveno asi 200 soch, mj. socha Augusta, kopie Polykleitova Doryfora (atleta s kopím), sousoší Nilu s šestnácti dětmi, Silénos s malým Dionýsem, socha řečníka Démosthena.

### Sál Sobieského
Název nese podle obrazu Vítězství polského krále Jana III. Sobieského roku 1683 před Vídní nad Turky od polského malíře českého původu Jana Matejka. Tento sál je situován na sever. Dále se zde nachází obrazy většinou z 19. století.

### Sál Neposkvrněného početí
Fresky znázorňují přípravu a vyhlášení dogmatu o Neposkvrněném početí Piem IX. roku 1854. Autorem těchto fresek je Francesco Podesti.

### Sál šerosvitů
Pojmenován podle šerosvitných postav apoštolů a světců z Raffaelovy školy. Občas je označován jako Sala dei Palafrenieri nebo Papouškův sál. Výzdoba pochází z doby Lva X.

### Kaple Urbana VIII.
Italsky Cappella di Urbano VIII. je vyzdobena barokními freskami od Pietra z Cortony.

## Pinakotéka (obrazárna)
Samostatná budova, umístěná ve Čtvercové zahradě a projektovaná Lucou Beltramim, byla otevřena 27. října 1932. V dnešní době sbírka obsahuje asi 460 obrazů umístěných v 18 sálech. Zahrnuje umění od byzantských ikon po barokní malířství. Sbírka obsahuje několik mistrovských děl od největších umělců v historii italského malířství, například od Fra Angelico, Paolo Veronese, Caravaggio či Pietro Perugino.

### Obrazy
| Obrázek | Název a velikost                                                      | Autor a datum             | Popis |
| ------- | --------------------------------------------------------------------- | ------------------------- | --- |
|         | Tríptych Stefaneschi olej na dřevě 223 x 255 cm                       | Giotto 1320               | Oltářní obraz v bazilice svatého Petra, který objednal kardinál Stefaneschi. Malba je provedena na zlatém pozadí v gotickém stylu s prvky rané renesance. Ve střední části je zobrazen Kristus sedící na trůnu, na levé a pravé části je zobrazeno 12 apoštolů. |
|         | Sv. Mikuláš zachraňuje loď olej na dřevě 34 x 60 cm                   | Fra Angelico 1437         | Jedno z nejvýznamnějších děl Fra Angelica objednal biskup Guidalotti pro kapli sv. Mikuláše při kostele San Domenico v Perugii. Obraz znázorňuje události ze života světce.                                                                                     |
|         | Zázraky ze života sv. Vincenta (detail) tempera na dřevě 300 x 215 cm | Ercole de Roberti 1473    | Detail pravé strany obrazu, kde je vidět vliv miniaturismu pozdní gotiky. Obraz představuje v několika scénách zázraky svatého Vincenta Ferrera, který byl uznán za svatého v roce 1455 a byl v Itálii velmi uctíván.                                           |
|         | Anděl hrající na loutnu část fresky 93,5 x 117 cm                     | Melozzo da Forlì 1480     | Část dekorace z apsidy kostela sv. apoštolů v Římě. |
|         | Leonardo da Vinci, Svatý Jeroným olej na dřevě 103 x 74 cm            | Leonardo da Vinci 1482    | Nedokončené dílo, které Leonardo vytvořil ve Florencii, zobrazuje svatého Jeronýma jako poustevníka mezi skalami. Lev v popředí napravo symbolizuje poušť a je atributem svatého Jeronýma.                                                                      |
|         | Svatá Flavia tempera na dřevě                                         | el Perugino 1496–1499     | Flavia Domitilla, matka sedmi dětí, byla kolem roku 100 vypovězena na Pontinské ostrovy a podle jedné zprávy jako křesťanka umučena. Na obraze vzhlíží k nebi a prosí o sílu k utrpení.                                                                         |
|         | Proměnění Páně tempera na dřevě 410 x 279cm                           | Raffael 1516–1520         | Obraz představuje zjevení Krista třem apoštolům na hoře (Mt 17, 1–6 (Kral, ČEP) a paralely). Horní a dolní část obrazu vyjadřuje patrně kontrast mezi nebeským a pozemským světem.                                                                              |
|         | Snímání z kříže olej na plátně 300 x 203 cm                           | Caravaggio 1602–1604      | Téma snímání mrtvého těla Ježíše Krista a smutek nad jeho smrtí patří od pozdního středověku mezi časté náměty umělců. |
|         | Ukřižování svatého Petra olej na dřevě 305 x 171 cm                   | Guido Reni 1604–1605      | Obraz je přepracováním stejnojmenného obrazu od Caravaggia. Pro dokreslení pochmurné atmosféry zde autor využil kontrastu bílé a červené. |
|         | Utrpení sv. Erasma olej na plátně 320 x 186 cm                        | Nicolas Poussin 1628–1629 | Významný představitel francouzského klasicismu zobrazil umučení světce v poměrně složité a promyšlené kompozici.. |

## Sály veřejnosti nepřístupné
- Galleria Lapidaria – více než 3 000 pohanských a křesťanských nápisů[19]
- Sala Regia – jeden z bočních sálů Sixtinské kaple, který slouží jako reprezentační prostor. Stavbu na příkaz papeže Pavla III. zahájil Antonio da Sangallo mladší a byla dokončena v roce 1573.[20] Výzdoba zobrazuje významné události dějin církve. V současnosti prostor slouží jako místo, kde se papežové setkávají s kardinály a konají se další neveřejné akce.
- Sala Ducale

## Koncerty
Od roku 2013 připravují Vatikánská muzea ve spolupráci s mladými italskými hudebníky pravidelné letní koncerty klasické hudby v rámci nočních prohlídek. V letech 2013 - 2014 byl cyklus koncertů uváděn pod názvem Il Bello da Sentire, poté jako Musica ai Musei. Zahajovací a závěrečné koncerty jsou obohaceny o vystoupení kapel vatikánských četníků a italské armády (letectvo, námořnictvo).

## Praktické
Vstup do muzeí je ze severní strany, z Viale Vaticano. Z náměstí sv. Petra po Via di Porta Angelica k severu, dále podél renesančních hradeb až na Viale Vaticano (asi 1100 m).

### Otevírací doba
- Po–So od 9 h do 18 h, pokladna je otevřena do 16 hod.
- Ne – zavřeno
- O svátcích zavřeno.

Volné vstupy:
- Poslední neděli v měsíci od 9 h do 12.30 h
- 27. září (Světový den cestovního ruchu)

### Vstupné
Vstupenky si lze obstarat v předprodeji na internetu, jinak se čeká v dlouhých frontách.
- Plné – € 17,00 – lidé starší 18 let (mimo studenty)
- Snížené – € 8,00 – platí pro děti od 6 do 18 let, studenty do 26 let s platným průkazem, univerzitní skupiny studentů, kněze a církevní poutníky (s potvrzením z farnosti), důchodce, státní pracovníky.
- Školní – € 4,00 – platí pro základní a střední školy, doprovod má vstup zdarma.
- Bezplatný vstup – platí pro děti do 6 let, ředitele muzeí či nevládních organizací, osoby s handicapem, novináře s platným potvrzením (mezinárodní, resp. Sala stampa), držitele platných ICOM a ICOMONS karet, sponzoři.